# Keine Gnade für Dad/Episodenliste
Diese Liste der Episoden von Keine Gnade für Dad enthält alle Episoden der US-amerikanischen Fernsehserie Keine Gnade für Dad, sortiert nach der US-amerikanischen Erstausstrahlung. Zwischen 2000 und 2004 entstanden in fünf Staffeln 91 Episoden mit einer Länge von jeweils etwa 22 Minuten. Die Sitcom wurde von 2001 bis zum Herbst 2002 auf Fox ausgestrahlt und wurde danach eingestellt. Das Network The WB belebte die Serie kurz darauf wieder und produzierte sie bis Ende 2004.

## Staffel 1
| Nr. (ges.) | Nr. (St.) | Deutscher Titel                   | Originaltitel                               | Erstausstrahlung USA | Deutschsprachige Erstausstrahlung (D) | Regie          | Drehbuch                       |
| ---------- | --------- | --------------------------------- | ------------------------------------------- | -------------------- | ------------------------------------- | -------------- | ------------------------------ |
| 1          | 1         | Meine scharfe Mutter              | Lily B. Goode (Pilot)                       | 10. Jan. 2001        | 27. Juli 2002                         | Gary Halverson | Bonnie Kallman                 |
| 2          | 2         | Süß und ungezogen                 | In My Room                                  | 17. Jan. 2001        | 3. Aug. 2002                          | Paul Lazarus   | Brad Copeland                  |
| 3          | 3         | Das Sonnensystem                  | I Wanna Be Suspended                        | 24. Jan. 2001        | 10. Aug. 2002                         | Ken Kwapis     | Bill Martin, Mike Schiff       |
| 4          | 4         | Der Teufel steckt im Minirock     | Devil with a Plaid Skirt                    | 31. Jan. 2001        | 17. Aug. 2002                         | Craig Zisk     | Tyrone Finch, Tom Purcell      |
| 5          | 5         | Daddy Cool                        | Action Mountain High                        | 7. Feb. 2001         | 24. Aug. 2002                         | John Whitesell | Bill Martin, Mike Schiff       |
| 6          | 6         | Papa Was A Rolling Stone          | You Can't Always Get What You Want          | 21. Feb. 2001        | 31. Aug. 2002                         | Ken Kwapis     | Tyrone Finch, Tom Purcell      |
| 7          | 7         | Die Jungfrau                      | Like a Virgin                               | 28. Feb. 2001        | 7. Sep. 2002                          | Dennie Gordon  | Tasha Goldstone                |
| 8          | 8         | Eine haarige Sache                | Devil's Haircut                             | 28. März 2001        | 14. Sep. 2002                         | John Blanchard | Bill Martin, Mike Schiff       |
| 9          | 9         | Eddie ist tot                     | Eddie's Dead                                | 4. Apr. 2001         | 21. Sep. 2002                         | Brian Levant   | Chris Kelly                    |
| 10         | 10        | Neulich im Stadion                | Catch Us If You Can                         | 18. Apr. 2001        | 28. Sep. 2002                         | Ken Kwapis     | David M. Israel, Jim O’Doherty |
| 11         | 11        | Feuer frei                        | Jimmy's Got a Gun                           | 25. Apr. 2001        | 5. Okt. 2002                          | Paul Lazarus   | Ned Goldreyer                  |
| 12         | 12        | Der Karibik-Plan                  | Jimmy Was Kung-Fu Fighting                  | 2. Mai 2001          | 2. Nov. 2002                          | Terry Hughes   | Brad Copeland                  |
| 13         | 13        | Der schlechteste Torwart der Welt | Loser                                       | 9. Mai 2001          | 12. Okt. 2002                         | John Blanchard | Tyrone Finch, Tom Purcell      |
| 14         | 14        | Sexy Lily                         | Mrs. Finnerty, You've Got a Lovely Daughter | 16. Mai 2001         | 19. Okt. 2002                         | Kenny Ortega   | Aron Abrams, Gregory Thompson  |
| 15         | 15        | Ein Kind der Liebe                | Love Child                                  | 23. Mai 2001         | 5. Okt. 2002                          | Craig Zisk     | Ned Goldreyer & Chris Kelly    |

## Staffel 2
| Nr. (ges.) | Nr. (St.) | Deutscher Titel                   | Originaltitel                      | Erstausstrahlung USA | Deutschsprachige Erstausstrahlung (D) | Regie          | Drehbuch                                                    |
| ---------- | --------- | --------------------------------- | ---------------------------------- | -------------------- | ------------------------------------- | -------------- | ----------------------------------------------------------- |
| 16         | 1         | Haltet den Dieb!                  | Baby, You Can't Drive My Car       | 26. Sep. 2001        | 9. Nov. 2002                          | Ken Kwapis     | Chris Kelly& Ned Goldreyer                                  |
| 17         | 2         | Eddie, der Traum                  | Dream On                           | 3. Okt. 2001         | 16. Nov. 2002                         | John Blanchard | Bonnie Kallman & Tony Dimito                                |
| 18         | 3         | Fett im Net                       | Don't Let Me Download              | 21. Nov. 2001        | 23. Nov. 2002                         | Dennie Gordon  | Aron Abrams & Gregory Thompson                              |
| 19         | 4         | Gib Gummi                         | Rubber Sold                        | 28. Nov. 2001        | 30. Nov. 2002                         | Peter Werner   | Bob Kushell                                                 |
| 20         | 5         | Trommelwirbel                     | Bang on a Drum                     | 5. Dez. 2001         | 7. Dez. 2002                          | John Blanchard | Chris Kelly                                                 |
| 21         | 6         | Rauchzeichen                      | Smoke on the Daughter              | 12. Dez. 2001        | 14. Dez. 2002                         | John Blanchard | Tom Purcell & Tyrone Finch                                  |
| 22         | 7         | Kampf der Weihnachtsmänner        | I Saw Daddy Hitting Santa Claus    | 19. Dez. 2001        | 21. Dez. 2002                         | John Blanchard | Brad Copeland                                               |
| 23         | 8         | Mom und Dad tun es                | Let's Talk About Sex, Henry        | 2. Jan. 2002         | 25. Jan. 2003                         | Peter Lauer    | Victor Goss & David M. Israel & Jim O’Doherty & Bob Kushell |
| 24         | 9         | Neues Glück und alte Lebensmittel | Is She Really Going Out with Walt? | 16. Jan. 2002        | 1. Feb. 2003                          | Paul Lazarus   | Bonnie Kallman & Brad Copeland                              |
| 25         | 10        | Mein Onkel von der Mafia          | We Are Family                      | 23. Jan. 2002        | 18. Jan. 2003                         | Dennie Gordon  | David M. Israel & Jim O’Doherty                             |
| 26         | 11        | Mr. Roboto                        | Mr. Roboto                         | 30. Jan. 2002        | 11. Jan. 2003                         | John Blanchard | Tasha Goldstone                                             |
| 27         | 12        | Der Baum und das Gras             | Don't Fear the Reefer              | 6. Feb. 2002         | 12. Juli 2003                         | Linda Mendoza  | Aron Abrams & Gregory Thompson                              |
| 28         | 13        | Total überzogen                   | Take It to the Limit               | 13. Feb. 2002        | 28. Dez. 2003                         | Dennie Gordon  | Ned Goldreyer                                               |
| 29         | 14        | Ring frei                         | Eddie Said Knock You Out           | 20. Feb. 2002        | 19. Juli 2003                         | John Blanchard | Ned Goldreyer                                               |
| 30         | 15        | Halbe Pulle                       | Safety Dance                       | 6. März 2002         | 4. Jan. 2003                          | Dennie Gordon  | Bob Kushell                                                 |
| 31         | 16        | Sean, der Unverkrampfte           | Relax!                             | 27. März 2002        | 26. Juli 2003                         | John Blanchard | Chris Kelly                                                 |
| 32         | 17        | Die Abräumer                      | The Kids Are Alright               | 3. Apr. 2002         | 2. Aug. 2003                          | John Putch     | Andy Glickman                                               |
| 33         | 18        | Der Fluch der Nonne               | Swearin' to God                    | 10. Apr. 2002        | 9. Aug. 2003                          | John Blanchard | Mike Schiff & Bill Martin                                   |
| 34         | 19        | Diamanten-Eddie                   | Eddie and This Guy with Diamonds   | 17. Apr. 2002        | 16. Aug. 2003                         | John Putch     | Eric Jewett & Jeremy Hall                                   |
| 35         | 20        | Kampf der Pedanten                | I Fought the In-Laws               | 24. Apr. 2002        | 23. Aug. 2003                         | John Blanchard | Brad Copeland & Tom Purcell & Tyrone Finch                  |
| 36         | 21        | Asche zu Kaffeepulver             | Dust in the Wind                   | 1. Mai 2002          | 30. Aug. 2003                         | Dennis Gordon  | Orit Schwartz                                               |
| 37         | 22        | Mein Baby kriegt ein Baby         | Oops!...I Did It Again             | 8. Mai 2002          | 6. Sep. 2003                          | John Blanchard | Tasha Goldstone                                             |

## Staffel 3
| Nr. (ges.) | Nr. (St.) | Deutscher Titel                    | Originaltitel                                                 | Erstausstrahlung USA | Deutschsprachige Erstausstrahlung (D) | Regie          | Drehbuch                                     |
| ---------- | --------- | ---------------------------------- | ------------------------------------------------------------- | -------------------- | ------------------------------------- | -------------- | -------------------------------------------- |
| 38         | 1         | Feuer und Flamme                   | We Didn't Start the Fire                                      | 17. Sep. 2002        | 13. Sep. 2003                         | John Blanchard | Bill Martin & Mike Schiff                    |
| 39         | 2         | Mustang Lily                       | Mustang Lily                                                  | 24. Sep. 2002        | 20. Sep. 2003                         | John Blanchard | David M. Israel & Jim O’Doherty              |
| 40         | 3         | Alter Hass rostet nicht            | Cat Scratch Fever (The Bitch Is Back)                         | 3. Dez. 2002         | 27. Sep. 2003                         | John Blanchard | Ned Goldreyer                                |
| 41         | 4         | Die Doppelwendung                  | Drive Me Crazy                                                | 28. Feb. 2003        | 4. Okt. 2003                          | John Blanchard | Bill Martin & Mike Schiff                    |
| 42         | 5         | Das Weichei                        | Just Like a Woman                                             | 28. Feb. 2003        | 11. Okt. 2003                         | John Blanchard | Brad Copeland                                |
| 43         | 6         | Der Anti-Drogen-Agent              | Henry's Been Working for the Drug Squad                       | 7. März 2003         | 18. Okt. 2003                         | John Blanchard | Ned Goldreyer                                |
| 44         | 7         | Ein kleiner Schnitt für den Mann   | Cuts Like a Knife                                             | 14. März 2003        | 25. Okt. 2003                         | John Blanchard | Chris Kelly                                  |
| 45         | 8         | Wer ist Jimmy?                     | Who Are You?                                                  | 28. März 2003        | 8. Nov. 2003                          | John Blanchard | Jeremy Hall                                  |
| 46         | 9         | Die Testkäuferin                   | Welcome to the Working Week (Take This Job and Shove It, Dad) | 25. Apr. 2003        | 15. Nov. 2003                         | John Putch     | Jill Condon & Amy Toomin & Amy Toomin Straus |
| 47         | 10        | Ich sehe was, was Du nicht siehst! | Claudia in Disguise with Glasses                              | 2. Mai 2003          | 22. Nov. 2003                         | John Blanchard | Aron Abrams & Gregory Thompson               |
| 48         | 11        | Brad, der Eroberer                 | Tonight's the Night                                           | 9. Mai 2003          | 29. Nov. 2003                         | John Blanchard | Aron Abrams & Gregory Thompson               |
| 49         | 12        | Armer Ritter                       | Oh, What a Knight                                             | 3. März 2006         | 25. Mai 2005                          | John Putch     | Erica Rivinoja                               |
| 50         | 13        | Der Teilzeitliebhaber              | Part Time Lover                                               | 4. März 2006         | 19. Mai 2005                          | John Blanchard | Chris Kelly                                  |

## Staffel 4
| Nr. (ges.) | Nr. (St.) | Deutscher Titel               | Originaltitel                            | Erstausstrahlung USA | Deutschsprachige Erstausstrahlung (D) | Regie           | Drehbuch                        |
| ---------- | --------- | ----------------------------- | ---------------------------------------- | -------------------- | ------------------------------------- | --------------- | ------------------------------- |
| 51         | 1         | Daddy weiß alles              | Your Father Should Know (1)              | 5. Sep. 2003         | 6. Dez. 2003                          | John Blanchard  | Jill Condon & Amy Toomin        |
| 52         | 2         | Familientreffen               | Your Father Should Know (2)              | 5. Sep. 2003         | 13. Dez. 2003                         | John Blanchard  | Jeffrey Astrof & Mike Sikowitz  |
| 53         | 3         | Nackte Tatsachen              | All the Young Nudes                      | 12. Sep. 2003        | 20. Dez. 2003                         | John Blanchard  | Brad Copeland                   |
| 54         | 4         | Der neue Brad                 | I Right the Wrongs                       | 19. Sep. 2003        | 27. Dez. 2003                         | John Blanchard  | David Goetsch & Jason Venokur   |
| 55         | 5         | Romantik nach Plan            | I Just Paid to Say I Love You            | 26. Sep. 2003        | 23. Okt. 2005                         | John Blanchard  | Jeffrey Astrof & Mike Sikowitz  |
| 56         | 6         | Vielerlei Prüfungen           | S.A.T. and Sympathy (S.A.T. Out of Hell) | 3. Okt. 2003         | 2. Apr. 2005                          | John Blanchard  | Aron Abrams                     |
| 57         | 7         | Ohne Moos nix los             | Pay You Back with Interest               | 10. Okt. 2003        | 30. Okt. 2005                         | John Blanchard  | Bill Martin & Mike Schiff       |
| 58         | 8         | Der Abholer                   | Ticket to Ride                           | 31. Okt. 2003        | 6. Nov. 2005                          | John Blanchard  | Amy Toomin Straus & Jill Condon |
| 59         | 9         | Der Stinker                   | Smells Like Teen Spirit                  | 7. Nov. 2003         | 13. Nov. 2005                         | John Blanchard  | Erica Rivinoja                  |
| 60         | 10        | Bitte lächeln                 | Baby Come Back                           | 14. Nov. 2003        | 9. Apr. 2005                          | John Blanchard  | Ned Goldreyer                   |
| 61         | 11        | Hosen runter                  | Been Caught Stealing                     | 21. Nov. 2003        | 16. Apr. 2005                         | John Putch      | Erica Rivinoja                  |
| 62         | 12        | Lustig ist das Studentenleben | (She's Got) Kegs                         | 9. Jan. 2004         | 20. Nov. 2005                         | Richard Boden   | Steve Armogida & Jim Armogida   |
| 63         | 13        | Ex und Hopp                   | My Ex-Boyfriend's Back                   | 16. Jan. 2004        | 4. Dez. 2005                          | Keith Truesdell | Ned Goldreyer                   |
| 64         | 14        | Telefon-Terror                | Communication Breakdown                  | 23. Jan. 2004        | 11. Dez. 2005                         | John Blanchard  | Bill Martin & Mike Schiff       |
| 65         | 15        | Hausverbot für den Onkel      | All Apologies                            | 30. Jan. 2004        | 18. Dez. 2005                         | John Blanchard  | Jeff Astrof & Mike Sikowitz     |
| 66         | 16        | Eltern – allein zu Hause      | I Think We're Alone Now                  | 6. Feb. 2004         | 8. Jan. 2006                          | John Blanchard  | Erica Rivinoja                  |
| 67         | 17        | Das Gelübde                   | Can't Get Next to You                    | 13. Feb. 2004        | 15. Jan. 2006                         | John Putch      | Chris Kelly                     |
| 68         | 18        | Gemischtes Doppel             | Racketman                                | 20. Feb. 2004        | 22. Jan. 2006                         | John Blanchard  | Dave Tennant                    |
| 69         | 19        | Nachbarschaftshilfe           | Me and Mrs. O                            | 20. Feb. 2004        | 29. Jan. 2006                         | John Blanchard  | Jill Condon & Amy Toomin Straus |
| 70         | 20        | Nur über meine Leiche         | Tombstone Blues                          | 27. Feb. 2004        | 12. Feb. 2006                         | John Blanchard  | Chris Kelly                     |
| 71         | 21        | Die Panzerknacker             | Pictures of Willy                        | 27. Feb. 2004        | 19. Feb. 2006                         | John Blanchard  | Ned Goldreyer                   |
| 72         | 22        | Es grünt so grün              | It's Hard to Be a Saint in the City      | 5. März 2004         | 26. Feb. 2006                         | John Blanchard  | Jim Armogida & Steve Armogida   |
| 73         | 23        | Unter Freunden                | Beat on the Brat                         | 19. März 2004        | 5. März 2006                          | John Putch      | Ned Goldreyer                   |
| 74         | 24        | Die Abschreiber               | The Cheat Is On                          | 26. März 2004        | 12. März 2006                         | Sean Lambert    | Erica Rivinoja                  |
| 75         | 25        | Opas Operation                | You're So Vain                           | 16. Apr. 2004        | 19. März 2006                         | John Blanchard  | Jeffrey Astrof & Mike Sikowitz  |
| 76         | 26        | Nur nicht aufregen            | Pressure Drop                            | 23. Apr. 2004        | 26. März 2006                         | John Blanchard  | Eric Kentoff                    |
| 77         | 27        | Aus für die Aushilfe          | Get a Job                                | 30. Apr. 2004        | 1. Sep. 2007                          | John Blanchard  | Steve Armogida & Jim Armogida   |
| 78         | 28        | Lana Luna                     | Space Camp Oddity                        | 7. Mai 2004          | 8. Sep. 2007                          | John Blanchard  | Chris Kelly                     |

## Staffel 5
| Nr. (ges.) | Nr. (St.) | Deutscher Titel               | Originaltitel               | Erstausstrahlung USA | Deutschsprachige Erstausstrahlung (D) | Regie           | Drehbuch                       |
| ---------- | --------- | ----------------------------- | --------------------------- | -------------------- | ------------------------------------- | --------------- | ------------------------------ |
| 79         | 1         | Wahrheit wem Wahrheit gebührt | The Policy of Truth         | 17. Sep. 2004        | 15. Sep. 2007                         | John Blanchard  | Chris Kelly                    |
| 80         | 2         | Der schwangere Mann           | Man, I Feel Like a Woman    | 24. Sep. 2004        | 22. Sep. 2007                         | John Blanchard  | Jeffrey Astrof & Mike Sikowitz |
| 81         | 3         | Spieleabend                   | One Is the Loneliest Number | 1. Okt. 2004         | 29. Sep. 2007                         | John Blanchard  | Bill Martin, Mike Schiff       |
| 82         | 4         | Die Neue vom Ex               | Day Tripper                 | 8. Okt. 2004         | 6. Okt. 2007                          | John Blanchard  | Erica Rivinoja                 |
| 83         | 5         | Gewonnen und zerronnen        | You Better You Bet          | 15. Okt. 2004        | 13. Okt. 2007                         | Sean Lambert    | Jim Armogida, Steve Armogida   |
| 84         | 6         | Der Geheimnisträger           | Psycho Therapy              | 22. Okt. 2004        | 20. Okt. 2007                         | John Blanchard  | Rebecca Hughes                 |
| 85         | 7         | Gesundheit!                   | I'm Looking Through You     | 5. Nov. 2004         | 27. Okt. 2007                         | Keith Truesdell | Ned Goldreyer                  |
| 86         | 8         | Eiertanz                      | Mystery Dance               | 12. Nov. 2004        | 3. Nov. 2007                          | John Blanchard  | Dave Tennant                   |
| 87         | 9         | Das Würstchen                 | Do Ya Think I'm Sexy?       | 19. Nov. 2004        | 10. Nov. 2007                         | John Blanchard  | Kristin Holloway               |
| 88         | 10        | Claudia und ihr Chauffeur     | Tom Sawyer                  | 7. Jan. 2005         | 17. Nov. 2007                         | John Blanchard  | Chris Kelly                    |
| 89         | 11        | Aktion ‚Schönes Haus‘         | The Letters                 | 14. Jan. 2005        | 24. Nov. 2007                         | John Blanchard  | Jeffrey Astrof & Mike Sikowitz |
| 90         | 12        | Wahnsinn mit Methode          | Crazy                       | 21. Jan. 2005        | 1. Dez. 2007                          | John Blanchard  | Ned Goldreyer                  |
| 91         | 13        | Hello, Goodbye                | Hello, Goodbye              | 28. Jan. 2005        | 8. Dez. 2007                          | John Blanchard  | Bill Martin & Mike Schiff      |